# One Acre Fund
 (février 2015).
One Acre Fund est une ONG agricole qui aide les familles agri-éleveurs à atteindre leurs potentialités avec les services de financement et de formation agricole reposant sur l'actif pour réduire la faim et la pauvreté. Cette organisation travaille avec plus de 200 000 agriculteurs dans des villages ruraux à travers le Kenya, le Rwanda, le Burundi et la Tanzanie et engage plus de 2 300 travailleurs. Son siège est à Bungoma, au Kenya.

## Historique
L'organisation fut fondée en février 2006 par Andrew Youn. Il avait visité l'ouest du Kenya en mars 2005 et a interviewé les agriculteurs sur leur qualité de vie. Beaucoup d'entre eux subissaient une « saison de la faim » annuelle et étaient incapables de nourrir leurs familles. De son retour à l'automne, Andrew Youn conçut un plan d'affaires à une approche fondée sur le marché à l’introduction de techniques agricoles productives aux exploitants agricoles en Afrique orientale. 
One Acre Fun fut lancé à Bungoma, au Kenya, en février 2006 et depuis sa fondation, l’organisation lance des opérations au Rwanda (depuis 2007), au Burundi (depuis 2012) et en Tanzanie (depuis 2013).